# Igor Vetokele
Igor Mavuba Vetokele (Oostende, 23 maart 1992) is een Belgisch voormalig profvoetballer van Angolese afkomst die bij voorkeur als aanvaller speelt.

## Clubcarrière

### Jeugd
In 2007 stapte hij van de jeugd van KV Oostende over naar de jeugd van AA Gent. In het seizoen 2009/10 was Bob Peeters trainer van de beloften van Gent waar Vetokele deel van uitmaakte. Vetokele maakte zeer veel indruk op Peeters en AA Gent. Hij mocht hierdoor enkele keren meetrainen met de eerste ploeg van Gent. Ondanks dit alles kon hij zich nooit definitief doorzetten naar het eerste van Gent.

### Cercle Brugge
Voor aanvang van het seizoen 2011/12 werd bekend dat Bob Peeters trainer werd van Cercle Brugge. Hij haalde Vetokele in augustus 2011 weg bij de beloften van Gent om in het eerste van Cercle Brugge te spelen. Hij kreeg veel vertrouwen van Peeters en mocht daarom op 17 september zijn debuut in eerste klasse maken tegen SK Lierse. Hij maakte dat seizoen uiteindelijk 6 doelpunten in 24 wedstrijden. Hij begon het seizoen 2012/13 bij Cercle Brugge en speelde de eerste 4 wedstrijden van het seizoen waaronder hij één goal wist te maken op de eerste speeldag tegen KRC Genk.

### FC Kopenhagen
Op 21 augustus 2012 werd bekend dat hij verhuisde naar FC Kopenhagen. Hij komt er de Belgische trainer Ariël Jacobs tegen. Vetokele koos voor het nummer 9. Zijn debuut voor Kopenhagen maakte hij in de UEFA Champions League tegen Lille OSC. Zijn debuut in de competitie maakte hij in de wedstrijd tegen Odense BK. Zijn eerste doelpunt voor de club maakte hij tegen FC Nordsjælland. Hij werd in zijn eerste seizoen bij Kopenhagen meteen Deens kampioen en scoorde 3 goals in 15 wedstrijden. In zijn tweede seizoen scoorde hij in 29 wedstrijden 19 goals, wat hem een vierde plaats in de topschutterstand opleverde.

### Charlton Athletic FC
Vetokele verruilde Kopenhagen in de zomer van 2014 speelt voor Charlton Athletic FC. Hij maakte zijn debuut in een competitiewedstrijd tegen Brentford FC, waarin hij ook meteen zijn eerste doelpunt scoorde voor de club.

## Clubstatistieken
| Seizoen     | Club                 | Competitie         | Competitie | Competitie | Competitie | Beker | Beker | Beker | Europa | Europa | Europa | Totaal | Totaal | Totaal |
| Seizoen     | Club                 | Competitie         | Wed.       | Dlp.       | Ass.       | Wed.  | Dlp.  | Ass.  | Wed.   | Dlp.   | Ass.   | Wed.   | Dlp.   | Ass.   |
| ----------- | -------------------- | ------------------ | ---------- | ---------- | ---------- | ----- | ----- | ----- | ------ | ------ | ------ | ------ | ------ | ------ |
| 2011/12     | Cercle Brugge        | Jupiler Pro League | 34         | 8          | 7          | 2     | 0     | 0     | —      | —      | —      | 36     | 8      | 7      |
| 2012/13     | Cercle Brugge        | Jupiler Pro League | 4          | 1          | 0          | 0     | 0     | 0     | —      | —      | —      | 4      | 1      | 0      |
| Club Totaal | Club Totaal          | Club Totaal        | 38         | 9          | 7          | 2     | 0     | 0     | 0      | 0      | 0      | 40     | 9      | 7      |
| 2012/13     | FC Kopenhagen        | Superligaen        | 15         | 3          | 1          | 1     | 0     | 0     | 3      | 1      | 1      | 19     | 4      | 2      |
| 2013/14     | FC Kopenhagen        | Superligaen        | 29         | 13         | 2          | 4     | 2     | 1     | 2      | 0      | 0      | 35     | 15     | 3      |
| Club Totaal | Club Totaal          | Club Totaal        | 44         | 16         | 3          | 5     | 2     | 1     | 5      | 1      | 1      | 54     | 19     | 5      |
| 2014/15     | Charlton Athletic FC | Championship       | 41         | 11         | 9          | 2     | 0     | 0     | —      | —      | —      | 43     | 11     | 9      |
| 2015/16     | Charlton Athletic FC | Championship       | 16         | 1          | 1          | 2     | 1     | 0     | —      | —      | —      | 18     | 2      | 1      |
| Club Totaal | Club Totaal          | Club Totaal        | 57         | 12         | 10         | 4     | 1     | 0     | 0      | 0      | 0      | 61     | 13     | 10     |
| 2016/17     | → SV Zulte Waregem   | Jupiler Pro League | 14         | 0          | 1          | 3     | 1     | 1     | —      | —      | —      | 17     | 1      | 2      |
| Club Totaal | Club Totaal          | Club Totaal        | 14         | 0          | 1          | 3     | 1     | 1     | 0      | 0      | 0      | 17     | 1      | 2      |
| 2016/17     | → Sint-Truidense VV  | Jupiler Pro League | 17         | 8          | 5          | 0     | 0     | 0     | —      | —      | —      | 17     | 8      | 5      |
| 2017/18     | → Sint-Truidense VV  | Jupiler Pro League | 26         | 3          | 1          | 2     | 2     | 0     | —      | —      | —      | 28     | 5      | 1      |
| Club Totaal | Club Totaal          | Club Totaal        | 43         | 11         | 6          | 2     | 2     | 0     | 0      | 0      | 0      | 45     | 13     | 6      |
| 2018/19     | Charlton Athletic FC | League One         | 23         | 3          | 2          | 2     | 2     | 6     | —      | —      | —      | 25     | 5      | 8      |
| Club Totaal | Club Totaal          | Club Totaal        | 80         | 15         | 12         | 6     | 3     | 6     | 0      | 0      | 0      | 86     | 18     | 18     |
| 2019/20     | KVC Westerlo         | Eerste klasse B    | 18         | 4          | 0          | 1     | 0     | 0     | —      | —      | —      | 19     | 4      | 0      |
| 2020/21     | KVC Westerlo         | Eerste klasse B    | 26         | 9          | 1          | 1     | 0     | 0     | —      | —      | —      | 27     | 9      | 1      |
| 2021/22     | KVC Westerlo         | Eerste klasse B    | 16         | 1          | 1          | 2     | 0     | 0     | —      | —      | —      | 18     | 1      | 1      |
| 2022/23     | KVC Westerlo         | Jupiler Pro League | 27         | 5          | 1          | 1     | 0     | 0     | —      | —      | —      | 28     | 5      | 1      |
| Club Totaal | Club Totaal          | Club Totaal        | 87         | 19         | 3          | 5     | 0     | 0     | 0      | 0      | 0      | 92     | 19     | 3      |
| 2023/24     | Lommel SK            | Eerste klasse B    | 16         | 6          | 1          | 1     | 0     | 0     | —      | —      | —      | 17     | 6      | 1      |
| 2024/25     | Lommel SK            | Eerste klasse B    | 8          | 0          | 0          | 0     | 0     | 0     | —      | —      | —      | 8      | 0      | 0      |
| Club Totaal | Club Totaal          | Club Totaal        | 24         | 6          | 1          | 1     | 0     | 0     | 0      | 0      | 0      | 25     | 6      | 1      |
| TOTAAL      | TOTAAL               | TOTAAL             | 330        | 76         | 33         | 24    | 8     | 8     | 5      | 1      | 1      | 359    | 85     | 42     |

Bijgeweropt op 4 februari 2020.

## Interlandcarrière

### Belgisch jeugdinternational
Als jeugdinternational speelde hij al voor verschillende jeugdelftallen.
| Jaren     | Nationale ploeg | wedstrijden | Goals |
| --------- | --------------- | ----------- | ----- |
| 2009      | België –17      | 8           | 3     |
| 2009-2010 | België –18      | 9           | 3     |
| 2010-2011 | België –19      | 17          | 2     |
| 2012-2014 | België –21      | 14          | 4     |
| Totaal    | Totaal          | 36          | 10    |

### Angola
In 2014 besloot hij voor het Angolees voetbalelftal uit te komen. Daarin maakte hij datzelfde jaar zijn interlanddebuut in een vriendschappelijke wedstrijd tegen Marokko.
| Interlands van Igor Vetokele voor Angola | Interlands van Igor Vetokele voor Angola | Interlands van Igor Vetokele voor Angola | Interlands van Igor Vetokele voor Angola | Interlands van Igor Vetokele voor Angola | Interlands van Igor Vetokele voor Angola | Interlands van Igor Vetokele voor Angola |
| №                                        | Datum                                    | Wedstrijd                                | Uitslag                                  | Competitie                               | Dlp.                                     | Ass.                                     |
| Als speler bij FC Kopenhagen             | Als speler bij FC Kopenhagen             | Als speler bij FC Kopenhagen             | Als speler bij FC Kopenhagen             | Als speler bij FC Kopenhagen             | 0                                        | 0                                        |
| ---------------------------------------- | ---------------------------------------- | ---------------------------------------- | ---------------------------------------- | ---------------------------------------- | ---------------------------------------- | ---------------------------------------- |
| 1.                                       | 28 mei 2014                              | Marokko - Angola                         | 0 - 2                                    | Vriendschappelijk                        |                                          |                                          |
| 2.                                       | 30 mei 2014                              | Iran - Angola                            | 1 - 1                                    | Vriendschappelijk                        |                                          |                                          |
| Als speler bij Charlton Athletic FC      | Als speler bij Charlton Athletic FC      | Als speler bij Charlton Athletic FC      | Als speler bij Charlton Athletic FC      | Als speler bij Charlton Athletic FC      | 0                                        | 0                                        |
| 3.                                       | 6 september 2014                         | Gabon - Angola                           | 1 - 0                                    | Kwalificatie Afrika Cup 2015             |                                          |                                          |
| 4.                                       | 6 september 2015                         | Madagaskar - Angola                      | 0 - 0                                    | Kwalificatie Afrika Cup 2017             |                                          |                                          |
| 5.                                       | 5 juni 2016                              | Centraal-Afrika - Angola                 | 3 - 1                                    | Kwalificatie Afrika Cup 2017             |                                          |                                          |
| Als speler bij Sint-Truidense VV         | Als speler bij Sint-Truidense VV         | Als speler bij Sint-Truidense VV         | Als speler bij Sint-Truidense VV         | Als speler bij Sint-Truidense VV         | 0                                        | 0                                        |
| 6.                                       | 10 juni 2017                             | Burkina Faso - Angola                    | 3 - 1                                    | Kwalificatie Afrika Cup 2017             |                                          |                                          |
| Als speler bij Charlton Athletic FC      | Als speler bij Charlton Athletic FC      | Als speler bij Charlton Athletic FC      | Als speler bij Charlton Athletic FC      | Als speler bij Charlton Athletic FC      | 0                                        | 0                                        |
| 7.                                       | 22 maart 2019                            | Botswana - Angola                        | 0 - 1                                    | Kwalificatie Afrika Cup 2021             |                                          |                                          |

## Erelijst
FC Kopenhagen
- Deens landskampioen

2013